# Справедливость (карта Таро)

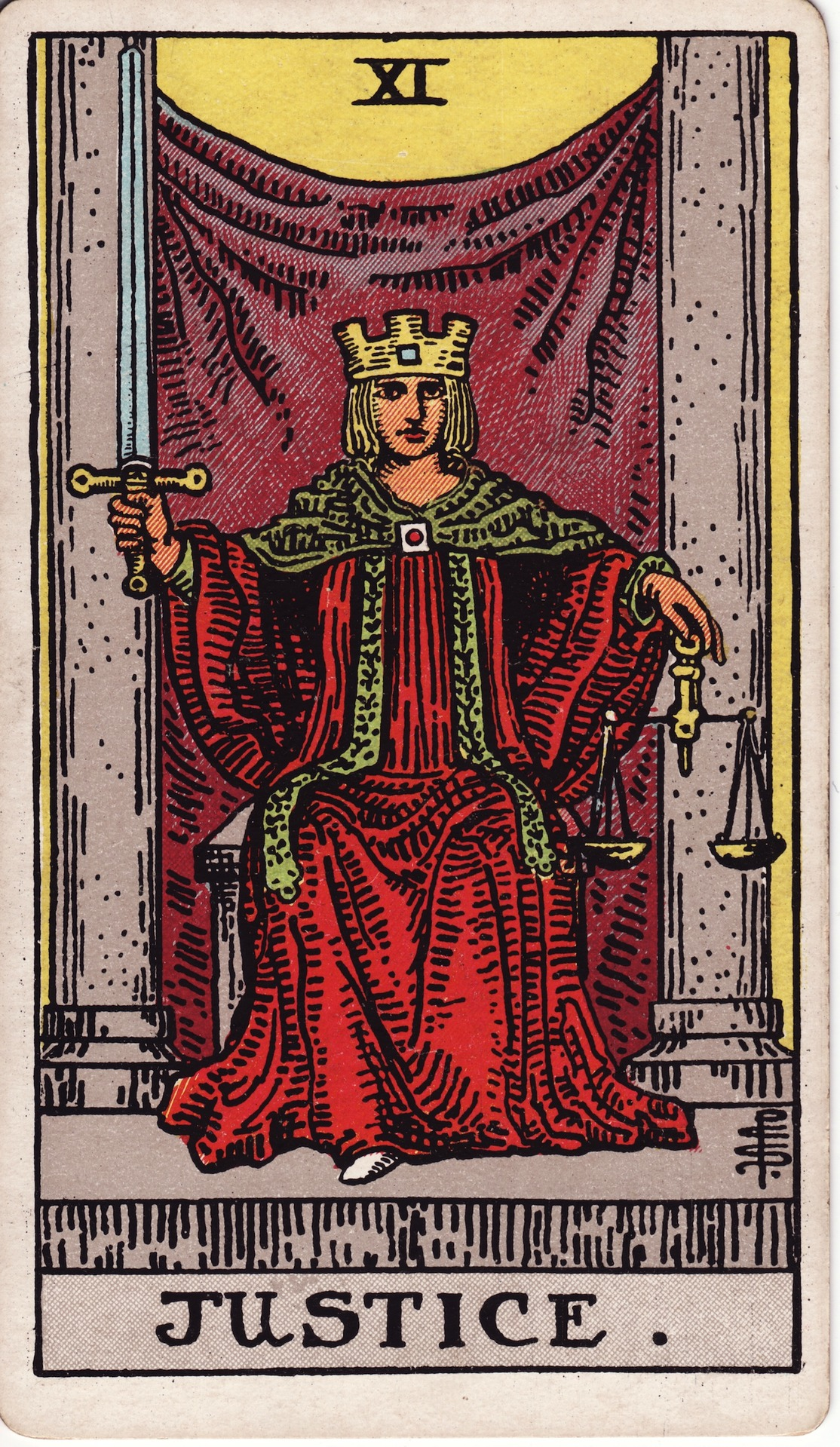
Таро Райдера — Уэйта

 Справедливость (Правосудие, Юстиция) — в ряде колод № 11 старших арканов колоды Таро.
На карте изображена Юстиция — римская богиня правосудия (греч. Фемида). В одной её руке — весы, в другой — обнажённый меч. Она имеет символы власти: корона, трон, возможны архангельские крылья.
В колоде Висконти — Сфорцы у жрицы правосудия одеяние и ореол чёрного цвета, за ней изображён скачущий всадник, тоже держащий обнажённый меч.
Соответствия в классических колодах:
| Колода | №  | Буква иврита | Символ (астрология, стихия) | Оригинальное название |
| --- | -- | ------------ | --------------------------- | --------------------- |
| Марсельское Таро, Таро Вевилля (1650) Фламандское Таро Ванденборре (1780), Таро Ломбардии (1810), Таро Карло делла Рокки (1835) | 8  |              | Рак                         | La Justice            |
| Таро Папюса | 8  | ח            | Рак                         |                       |
| Таро Тота | 8  |              | Весы                        | Adjustment            |
| Египетское Таро |    |              |                             |                       |
| Таро Райдера-Уэйта | 11 |              | Близнецы                    | Justice               |